# Старуха Шапокляк
Стару́ха Шапокля́к — героиня детских повестей и мультфильмов, главная антагонистка серии произведений Эдуарда Успенского, противник Чебурашки и крокодила Гены. Названа в честь головного убора.

## Описание
Согласно книге «Крокодил Гена и его друзья», основное занятие старухи Шапокляк — «собирать злы». В мультфильме её девиз выражен в песенке Михаила Зива на стихи Эдуарда Успенского, исполненной Владимиром Раутбартом: «Кто людям помогает — тот тратит время зря. Хорошими делами прославиться нельзя».
Вооружённая рогаткой гиперактивная старуха Шапокляк при поддержке находящейся в её ридикюле крысы Лариски устраивает хулиганские проделки над невинными жителями города. В книге каждый вечер выходит на улицу, чтобы «наводить беспорядок»: изрисовывает афиши и плакаты, пугает ночных прохожих выстрелами из пугача и вытряхивает мусор из урн. А ещё, по своему собственному утверждению, всегда переходит улицу в неположенном месте. Один раз выпускает из зоопарка носорога, отличающегося злым характером, в надежде, что тот ей поможет в разгроме Дома дружбы. Однако носорог загоняет Шапокляк на дерево, после чего Чебурашка хитростью заманивает носорога в узкий проулок, откуда тот не может выбраться, и его отлавливают служители зоопарка, а Чебурашку благодарят.
По мере знакомства с Геной и Чебурашкой Шапокляк постепенно встаёт на путь исправления, обычно возвращаясь к хулиганству в начале следующего выпуска мультфильма. В книге «Отпуск крокодила Гены» Шапокляк начинает окончательно исправляться: после того, как угодила в капкан, она даже стала заниматься природоохранной деятельностью, что также показано в мультфильме, снятом по данной книге.
Пенсионерка простоквашинского значения. Проживает в г. Простоквашинске, пл. Победы над... (бывшая площадь Победы над капитализмом). У Шапокляк есть племянник Владимир Рублёв, который работает брокером Простоквашинской биржи ценных бумаг.
- 1966 год: Эдуард Успенский. «Крокодил Гена и его друзья»
- 1970 год: Э. Успенский, Р. Качанов. «Чебурашка и его друзья» (пьеса)
- 1974 год: Э. Успенский, Р. Качанов. «Отпуск крокодила Гены» (пьеса)
- 1974 год: Э. Успенский. «Крокодил Гена и грабители»
- 1992 год: Э. Успенский, Инна Е. Агрон. «Бизнес Крокодила Гены»
- 1998 год: Э. Успенский. «Крокодил Гена — лейтенант милиции»
- 1998 год: Э. Успенский. «Чебурашка уходит в люди»
- 2001 год: Э. Успенский. «Похищение Чебурашки»
- 2001 год: Э. Успенский. «Новый год с Чебурашкой»
- 2017 год: Э. Успенский. «Чебурашка едет в Сочи»

### Экранизации
Персонаж фигурирует в четырёх из пяти экранизаций книг о Чебурашке:
- 1969 год: «Крокодил Гена»
- 1974 год: «Шапокляк»
- 1983 год: «Чебурашка идёт в школу»
- 2013 год: «Чебурашка» (Япония)
- 2023 год: «Чебурашка» (Россия). Здесь Шапокляк (вернее, основанный на ней персонаж по имени Римма) представлена не просто как пожилая женщина, любящая делать пакости, но как властная бизнес-леди. По сюжету фильма Римма заведует шоколадной фабрикой, однако выпускаемый ею шоколад уступал по качеству тому, что готовила Таня — владелица семейной кондитерской и дочь Геннадия, и это вызывало у неё сильную зависть.

### Аудиосказка
- 1982 год: «Происшествие в стране Мульти-Пульти»

## Прототип

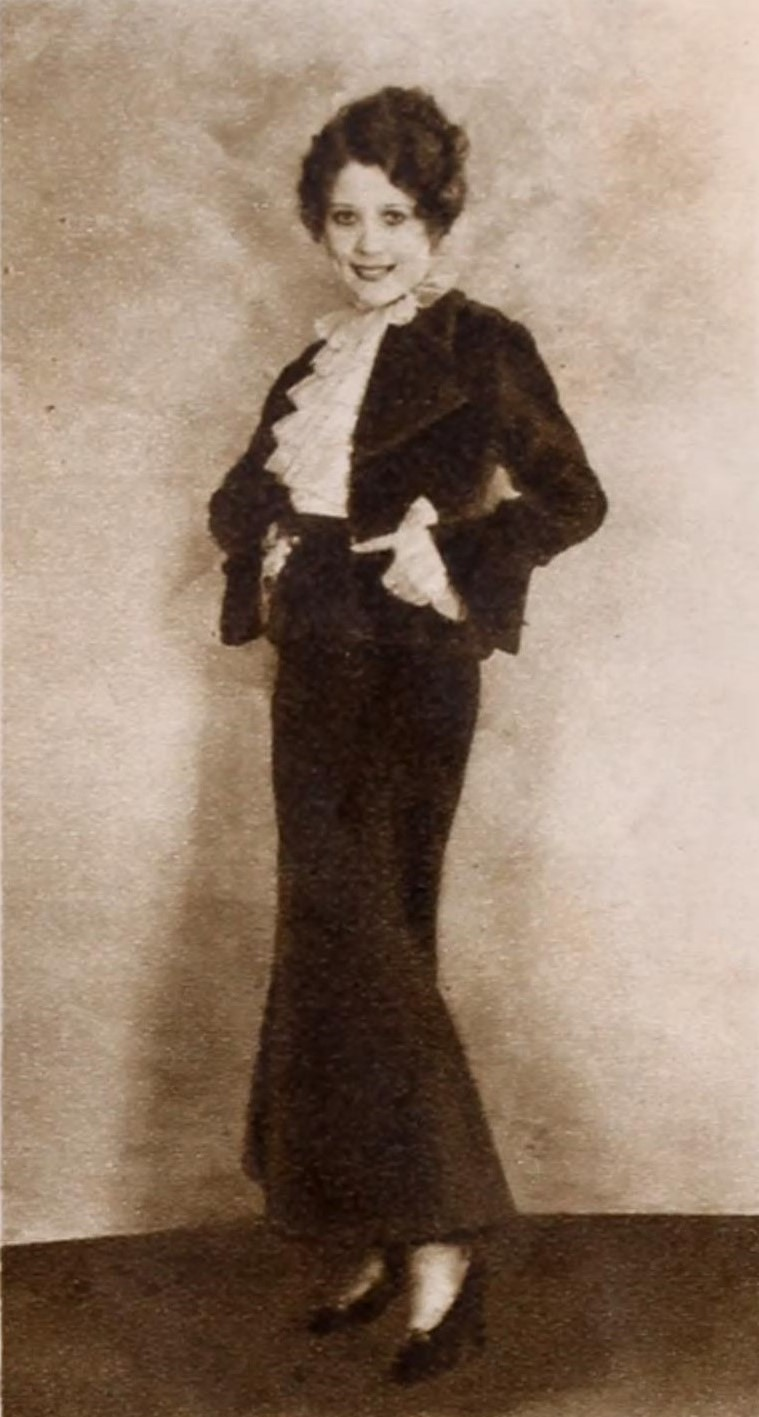
Модный наряд образца 1934 года

В одном из интервью Э. Н. Успенский признался, что прототипом Шапокляк стала его первая жена — «дама вредная во всех отношениях. Сейчас только удивляюсь, как нам удалось прожить вместе восемнадцать лет! Хотя, если уж быть честным до конца, Шапокляк имеет и мои черты. Характер у меня тоже не ангельский». Первую жену Успенского звали Римма. Биограф Успенского Ханну Мякеля в его жизнеописании пишет, что прототипом была мать писателя, что Успенский прокомментировал в одном из интервью: «Нет… скорее жена. Вообще считается, что человек подбирает себе жену по образцу своей матери. Мать у меня была довольно противная тетя. (…) По этому типу я выбрал себе жену, которую я тоже не любил. И вот с первой жены я, может, и писал. Она такая строгая, противная, вредная». Мать писателя — Наталья Алексеевна Успенская (до замужества — Дзюрова) (1907—1982), инженер-машиностроитель. Отец писателя был сотрудником аппарата ЦК ВКП(б).
Художник Леонид Шварцман, придумавший внешний вид мультипликационных персонажей, по собственному признанию, отчасти «срисовал» Шапокляк со своей тёщи. (Его жена — Татьяна Владимировна Домбровская, тоже аниматор, её происхождение не указывается). В интервью художник говорил: «В создании старухи Шапокляк мне помог один конкретный образ. Во-первых, само слово „шапокляк“ дало подсказку: это складной цилиндр, XIX век, жабо, белые манжеты… И внешность моей тёщи здесь сыграла важную роль. Она была женщиной из „того времени“, у неё были седые волосы, седой пучок. Я ей только удлинил носик, сделал его ехидным, а глазки — лукавыми. В общем, этот персонаж родился довольно быстро». Потом он уточнял, что от тёщи героине досталась только причёска — «седые волосы, заколотые в пучок». Он указывал, что это собирательный образ: «Шапокляк на самом деле выпрыгнула, как чёртик, из самого названия „складной цилиндр“. Помню, как только начал рисовать отпетую хулиганку — сразу возник аромат XIX века. Это время мне близко во всех отношениях. Я вспомнил друзей своих родителей. В 20-е годы таких старушек с сумочками в виде металлических коробочек с крохотными замками ещё можно было увидеть на улицах».
Историк моды Марьяна Скуратовская считает, что одежда героини состоит из явно выраженных предметов одной эпохи: шляпа-шапокляк, длинные шляпные булавки, юбка-годе, жабо, кардиган, ридикюль, плюс чёрно-белая колористическая гамма, и этот ансамбль относится не к XIX веку, а к 1930-м годам, когда старухе Шапокляк было бы (исходя из даты выхода мультфильма) как раз около 30 лет. «Если посмотреть на образ Шапокляк в целом, на силуэт, на аксессуары… Вот что я вам скажу. Во-первых, художник Леонид Шварцман отлично подобрал детали, которые выдают то, что старушка — „пережиток прошлого“. Во-вторых, она бы отлично вписалась в 1930-е, как этот самый пережиток, который не смог эмигрировать в Париж. И в-третьих, её костюм одобрила бы сама Шанель!», указывает историк.
Также в интервью Шварцман как-то расширил список прототипов: «Образ Шапокляк сложился благодаря двум женщинам, работавшим на студии „Союзмультфильм“. Зловредный характер Шапокляк переняла у Лизочки Шиловой. Повадки и жесты старушки были скопированы художником у Валентины Василянковой, которая, надо признать, была красавицей. Поэтому старушонка в фильме получилась довольно привлекательной».

## Анализ образа
Персонаж старухи Шапокляк получился необычным и запоминающимся. В 2010-е годы в статье «Старуха Шапокляк как ушедший символ русско-имперской интеллигенции» пишут: «Получается, благодаря дурацкому советскому „мультику“ в памяти народной остался, пусть и виде карикатуры, типаж образованных русских женщин, получивших дореволюционное воспитание и выживших в аду XX века. Такого же образа образованных русских мужчин не осталось вообще». Современный филолог Светлана Бунина подчёркивает: «Один взгляд на старуху Шапокляк — и мы сразу понимаем, к какому классу, социальному срезу она принадлежит».
Культурологи анализируют противоречивость её фигуры, причисляя её к вечному архетипу трикстера. В СССР подобная фигура приобретает свои особенности: «трикстер — мифологический клоун, шалун, нарушитель правил и границ. Нарушая правила и границы, трикстер преодолевает противоположности между отдельными пластами культуры, между полярными системами и реальностями. Таким образом, трикстер становится медиатором между советским и несоветским, официальным и неофициальным дискурсами. Характерным примером трикстера-медиатора является сказочный Буратино, а также, среди прочих, Остап Бендер, Чапаев и Штирлиц. По мнению Липовецкого, в советской культуре редки трикстеры-женщины, и поэтому Шапокляк представляет для нас особый интерес». Как пишет исследователь популярности «Чебурашки» Константин Ключкин, Шапокляк сочетает в себе элементы противоположных друг другу культурных пластов: «подчёркнуто старомодный стиль в сочетании со старорежимными интонациями речи и с ролью очевидного антагониста положительных героев ассоциируется с образом „врага народа“, С другой стороны, внешность Шапокляк и дидактическое отношение к другим персонажам напоминают о типе „одергивающей“ и вполне советской старушки-учительницы, особенно если учитывать её успех в перевоспитании браконьеров в третьей серии и желание стать „педагогом по труду“ в последней. При этом, вытребовав школьную форму, она может обернуться и аккуратной девочкой-школьницей». Однако, при всем при этом «основная функция Шапокляк соответствует чистому трикстерству — это функция хулигана, реализующего стандартный репертуар подростковых шалостей (…) Как полагается трикстеру, Шапокляк легко всего добивается, и ей удаётся то, что вызывает затруднения у главных героев (…) Её успешное поведение во всех этих ролях не имеет никакого прагматического смысла и связано с получением удовольствия от самой игры». Отмечается и её язык: «Её речь и поведение строятся на последовательной карнавальной инверсии плохого и хорошего: „Кто людям помогает, тот тратит время зря. / Хорошими делами прославиться нельзя“. По-хулигански играя языком и медитируя между характерными типами советской культуры, Шапокляк их на самом деле проясняет (…) В карнавальном обнажении условного характера советского языка и заключается трикстерская функция Шапокляк в мультфильме».

## Куклы
В съёмках мультфильмов, по технологии того времени, участвовало несколько одинаковых кукол-дублёров. В 2007 году подобная кукла старухи Шапокляк была выставлена на распродаже — на аукционе мультипликационных кукол. Оценочная стоимость куклы составляла 30 тысяч рублей. Тогда организаторы объявили, что часть вырученных денег передадут пенсионерам — бывшим сотрудникам «Союзмультфильма», часть пойдёт на содержание музея мультипликации.
В 2012 году набор персонажей мультфильма из частной коллекции был выставлен на аукционе «Совком». Тогда, по словам организаторов, это были последние оставшиеся «в живых» аутентичные куклы 1970-х годов, единственный в мире полный набор кукол того времени (Чебурашка, Крокодил Гена, Шапокляк и крыска Лариска). Этот лот № 17 на аукционе № 133 (11 декабря 2012) был выставлен с оценочной стоимостью 1,5-2 млн рублей. Согласно описанию, высота куклы Шапокляк составляла 23 см. Однако после того, как стало известно, что кукол могут купить японцы, к проблеме привлекли внимание прессы, и оригинальные куклы были сняты с аукциона по распоряжению Министерства культуры. Зампредседателя комитета Госдумы по образованию Алёна Аршинова, написала письмо в Минкульт с просьбой запретить продажу. Киностудия «Союзмультфильм» получила поручение Минкультуры выкупить этот набор (с привлечением частных меценатов). Тогда же возникли сомнения относительно аутентичности кукол и прав на них. Сын режиссёра «Чебурашки» Роман Качанов-младший указал, что это вещи происходят из его коллекции и достались ему от отца; они были выставлены без разрешения на аукцион человеком, которому он их подарил. Было ли выполнено поручение — не указывается.
Набор фигурок был отреставрирован и передан в музей «Союзмультфильма» в 2010 году. Сообщалось, что поиск кукол, ранее находившихся в частных коллекциях, и их возвращение на киностудию были осуществлены по инициативе ФГУП «Фильмофонд» киностудии «Союзмультфильм».
В квартире художника Леонида Шварцмана, по его словам, находятся точные копии Чебурашки, Крокодила Гены и Шапокляк, сделанные для него мастерами прежнего «Союзмультфильма».